# Polystichum salwinense
Polystichum salwinense är en träjonväxtart som beskrevs av Ren-Chang Ching och H. S. Kung. Polystichum salwinense ingår i släktet Polystichum och familjen Dryopteridaceae. Inga underarter finns listade.